# Bój pod Płockiem (1939)
Bój pod Płockiem – wrześniowe walki Grupy Operacyjnej gen. Tokarzewskiego-Karaszewicza z wojskami III Rzeszy. Część bitwy nad Bzurą (II faza).

## Sytuacja przed bojem

### Działania wojsk niemieckich
Niemieckie dowództwo wojsk lądowych było wysoce niezadowolone z nikłych postępów III Korpusu Armijnego. Nie wywierał on żadnego wpływu na przebieg działań nad Bzurą, a północna i zachodnia polska grupa wojsk pod dowództwem gen. Tokarzewskiego-Karaszewicza i płk. Stanisława Siudy mogły wycofywać się ściśle według planu dowódcy Grupy Armii, gen. Tadeusza Kutrzeby. Aby zaktywizować działania III KA, nakazano 3 Dywizji Piechoty sforsować pod Płockiem Wisłę i połączyć siły pod Gostyninem. W ten sposób na północną osłonę Armii „Pomorze” wychodziło uderzenie jeszcze z jednej strony. W nocy z 12 na 13 września niemiecka 3 Dywizja Piechoty rozpoczęła forsowanie rzeki.

### Obrona polska
Południowo-zachodniego brzegu Wisły pod Płockiem bronił Oddział Wydzielony ppłk. Sadowskiego w składzie: 19 pułk piechoty i I dywizjon 5 pułku artylerii lekkiej. W pierwszym rzucie na linii brzegu pod Dobrzykowem i Płockiem stały bataliony I i III, a I batalion był w odwodzie. Szczególnie dogodne warunki przeprawy przez Wisłę stwarzała łacha piaszczysta pod Dobrzykowem.

## Działania grupy operacyjnej
Przegrupowanie do działań
Oddziały Grupy Operacyjnej gen. Karaszewicza-Tokarzewskiego przegrupowały się w nocy z 13 na 14 września do nakazanych rejonów. 27 Dywizja Piechoty gen. Juliusza Drapelli stanęła w rejonie Gostynina. Na stacjonujące w Skrzanach stanowisko dowodzenia 27 DP przybył dowódca 15 Dywizji Piechoty gen. Zdzisław Przyjałkowski. Obaj generałowie omówili współdziałanie. Następnie dowództwo 27 DP przeniosło się do Gostynina. Tutaj nawiązano łączność i wymieniono informacje z Oddziałem Wydzielonym ppłk. Stanisława Sadowskiego, który to został podporządkowany 27 DP.
Ugrupowanie bojowe 27 DP
Do natarcia w ogólnym kierunku na Radziwie gen. Dropella stworzył zgrupowanie uderzeniowe w składzie: 24 pułk piechoty, batalion 208 pp i OW ppłk. Sadowskiego. Artylerię wsparcia stanowiły 48. i 68 dywizjon artylerii lekkiej oraz bateria 27 pułku artylerii lekkiej. Dowództwo nad zgrupowaniem objął dowódca piechoty dywizyjnej, płk Gwido Kawiński.

Do godzin popołudniowych Zgrupowanie miało zająć podstawy wyjściowe, a następnie natarciem nocnym opanować las łącki, z folwarkiem Góry włącznie. Rano spotęgować uderzenie miała 15 Dywizja Piechoty, kierując się na Radziwie lub na Ciechomice. Dowódca dywizji stworzył też zgrupowanie osłony i objął nad nim osobiste dowództwo. W jego skład weszła kawaleria dywizyjna z podporządkowanym jej dywizjonem rtm. Wieniawskiego, 23 pułk piechoty i 208 pułk piechoty (bez batalionu) oraz część artylerii dywizji.

Kawaleria dywizyjna obsadziła odcinek: Koniecpol – Sędeń – Jezioro Białe. 208 pp (bez batalionu) odcinek od Jeziora Białego przez Lucień do Nagodowa, a trzeci odcinek na linii: Nagodów – Wrząca – Polesie – Zaborów – Sokołów obsadził 23 pułk piechoty. Wsparcie artyleryjskie zgrupowania osłonowego zapewniał 27 pułk artylerii lekkiej. Drugiemu i trzeciemu odcinkowi przydzielono po jednej baterii, a 27 dac ze stanowisk ogniowych w rejonie Gostynina miał zapewnić wsparcie ogólne obu odcinkom obsadzonym przez piechotę.

Odwód dywizji stanowił 22 pułk piechoty wzmocniony 2/9 pal, rozmieszczony w Legardzie.
Przygotowania 15 DP
W godzinach przedpołudniowych przegrupowywały się także oddziały 15 Dywizji Piechoty. Rejon wyjściowy do działań wyznaczony został w lesie na północ od Gąbina. Po przegrupowaniu, 19 pułk piechoty swoim II batalionem obsadzał wzgórza przy szosie Gostynin – Radziwie na zachód od Jeziora Górskiego, II/19 pułku piechoty zajął stanowiska w lesie na południowy zachód od przystanku kolejowego Łąck, a stanowiący odwód I/19 pp ześrodkował się w okolicach dworu Łąck. Na stanowisku dowodzenia 19 pp w Woli Łąckiej dowódcy 19 pp i 24 pp uzgodnili współdziałanie. Według ich ustaleń, natarcie ruszyć miało z chwilą przybycia w rejon Ludwikowa 24 pułku piechoty. Uderzyć on miał wzdłuż toru kolejowego Gostynin – Płock, a 19 pp nacierać wzdłuż szosy Gostynin – Radziwie.
Bój spotkaniowy
Około 14.00 do natarcia wzdłuż toru przystąpił 24 pułk piechoty. Prawie jednocześnie w kierunku przeciwnym uderzył niemiecki 8 pułk piechoty. Doszło do boju spotkaniowego. Chaotyczne walki trwały do późnych godzin wieczornych. Niemiecki II/8 pp zajął przystanek kolejowy Łąck, ale 24 pp obszedł jego ugrupowanie lasem i oskrzydlił go dwustronnie. Także IIII/8 pp został odcięty od swojego macierzystego pułku. Niemcy atakowali też na kierunku działania 19 pułku piechoty. Zepchnęli III/19 pp ze wzgórz aż na południowy skraj lasu w rejonie dworu Łąck i podeszli pod gotowe do ataku siły główne 19 pp. Wobec takiego rozwoju sytuacji, natarcie polskie zostało wstrzymane, a oddziały polskie przystąpiły do porządkowania szyków.

Dopiero późnym wieczorem w rejon walk przybył, wyznaczony na dowódcę zgrupowania, płk Gwido Kawiński. Nie zaakceptował on decyzji obu dowódców pułków i polecił im przyspieszyć przygotowania do kolejnego natarcia. W rejonie dworu Łąck natarcie nocne miał prowadzić osobiście ppłk Sadowski.
Działania 15 DP
W tym czasie 59 pp z 15 DP został przewieziony samochodami w rejon Gąbina. W południe dołączył do niego wspierający II/15 pal. Kilka godzin później do rejonu wyjściowego przybył 62 pp z batalionem ON „Nakło” i przydzielonym I/15 pal. Do rejonu tego zbliżał się również 15 dywizjon artylerii ciężkiej.

Mimo że nie przybyły jeszcze wszystkie oddziały dywizji, gen. Przyjałkowski postanowił przeprowadzić natarcie częścią sił. W pierwszym rzucie nacierać miał w kierunku Dobrzykowa 59 pułk piechoty, wsparty częścią artylerii dywizji, a cały 62 pp, batalion ON „Nakło” oraz I/15 pal przeznaczone były do osłony natarcia z kierunku południowo-wschodniego. W tym czasie z rejonu Wyszogrodu maszerowała w kierunku Świniar Grupa ppłk. Maliszewskiego, która automatycznie spełniłaby rolę ubezpieczenia natarcia 15 DP; zatem utworzenie tak dużego zgrupowania osłony kosztem uderzeniowego wydaje się zbędne.
Około 16.00 niezorganizowane jeszcze zgrupowanie bojowe 59 pułku piechoty ruszyło do natarcia. Po wyjściu z lasu polskie tyraliery znalazły się w silnym ogniu artylerii i broni maszynowej. Mimo to zmiotły niemieckie ubezpieczenie, ale na zasadniczej linii obrony niemieckiej 3 Dywizji Piechoty natarcie załamało się. Brak scentralizowanego kierowania artylerią dywizyjną uniemożliwiał zastosowanie ognia kontrbateryjnego. Wycofujące się na podstawy wyjściowe oddziały polskie ponosiły duże straty. Brak sukcesów pododdziałów polskiego pułku historycy wojskowości dopatrują się nie tyle w silnym oporze Niemców, co w niewłaściwym przygotowaniu natarcia i słabym kierowaniu walką przez dowódcę pułku i dowódców batalionów.
Późnym popołudniem w rejonie Gąbina ześrodkował się 61 pułk piechoty wzmocniony III/15 pal. Dowódca 15 DP nakazał pułkowi przygotować się do natarcia nocnego. W marszu na podstawy wyjściowe pododdziały pogubiły się. W ciemnościach nastąpiło przemieszanie się polskich pododdziałów z ubezpieczeniem niemieckim. Przez całą noc wybuchała w różnych miejscach bezładna strzelanina, a z nastaniem świtu między przemieszanymi pododdziałami rozpoczęła się chaotyczna walka. Wyprowadzony rano niemiecki kontratak odrzucił polski pułk na podstawy wyjściowe. Straty w ludziach były bardzo dużo. Stan osobowy zmniejszył się o połowę, niemal wszyscy oficerowie byli ranni, a ranny dowódca pułku ppłk Franciszek Sobolta dostał się do niewoli. Ocenia się, że niepowodzenie nocnego natarcia wynikło ze słabej jego organizacji oraz z nieuwzględnienia przemęczenia żołnierzy.
Po odrzuceniu polskiego natarcia Niemcy nie wykazywali większej aktywności, a 15 DP porządkowała swe oddziały w rejonie Gąbina, przygotowując się do dziennego natarcia, aby wyrzucić Niemców na północny brzeg Wisły.
Do południa zgrupowanie ppłk. Maliszewskiego osiągnęło rejon Świniar. W nakazany rejon nie przybył 22 pułk piechoty i koncepcja odtworzenia 9 Dywizji Piechoty nie mogła być zrealizowana. Ponieważ dowódca zgrupowania nie otrzymał żadnego rozkazu, pozostał ze swoim oddziałem w Świniarach.

Zgrupowanie ON płk. Stanisława Siudy osiągnęło nakazane rejony, tworząc linię osłony: zachodni skraj Kutna, dwór Florek, dwór Głogowiec, las Zgórze – Jastrzębie. W Łaniętach utrzymywano łączność taktyczną z osłoną organizowaną przez oddziały 27 Dywizji Piechoty.

## Wojska

### Struktura jednostek polskich
| ZT/ dowództwa       | Oddziały/ dowództwa            | Dowódcy                       |
| ------------------- | ------------------------------ | ----------------------------- |
| 27 Dywizja Piechoty | dowództwo                      | gen.Juliusz Drapella          |
| 27 Dywizja Piechoty | 22 pułk piechoty               | płk Feliks Jędrychowski       |
| 27 Dywizja Piechoty | 23 pułk piechoty               | płk Kazimierz Majewski        |
| 27 Dywizja Piechoty | 24 pułk piechoty               | ppłk dypl. Julian Grudziński  |
| 27 Dywizja Piechoty | 208 pułku piechoty             | ppłk Jan Szewczyk             |
| 27 Dywizja Piechoty | 27 pułk artylerii lekkiej      | ppłk Karol Galster            |
| 27 Dywizja Piechoty | 27 dywizjon artylerii ciężkiej | mjr Jerzy Henneberg           |
| 27 Dywizja Piechoty | 48 dywizjon artylerii lekkiej  | mjr Wacław Gay                |
| 27 Dywizja Piechoty | 68 dywizjon artylerii lekkiej  | mjr Sylwester Stawarz         |
| 27 Dywizja Piechoty | OW płk. Sadowskiego (19 pp)    |                               |
| 15 Dywizja Piechoty | dowództwo                      | gen. Zdzisław Przyjałkowski   |
| 15 Dywizja Piechoty | 59 pułk piechoty               | płk Bolesław Mirgałowski      |
| 15 Dywizja Piechoty | 61 pułk piechoty               | ppłk Franciszek Sobolta       |
| 15 Dywizja Piechoty | 62 pułk piechoty               | ppłk Kazimierz Heilman-Rawicz |
| 15 Dywizja Piechoty | batalion ON „Nakło"            | mjr Józef Parczyński          |
| 15 Dywizja Piechoty | 15 pułk artylerii lekkiej      | ppłk Jerzy Leonhard           |
| 15 Dywizja Piechoty | 15 dywizjon artylerii ciężkiej | mjr Stefan Starzyński         |
|                     | OW ppłk. Maliszewskiego        | ppłk Jan Maliszewski          |

### Struktura jednostek niemieckich
| ZT                 | Oddziały         | Dowódcy                  |
| ------------------ | ---------------- | ------------------------ |
| 3 Dywizja Piechoty | dowództwo        | gen. Walter Lichel       |
| 3 Dywizja Piechoty | 8 pułk piechoty  | płk Heinrich Wosch       |
| 3 Dywizja Piechoty | 29 pułk piechoty | ppłk Fritz-Hubert Gräser |
| 3 Dywizja Piechoty | 50 pułk piechoty | płk Theodor Kretzschmer  |
| 3 Dywizja Piechoty | 3 pułk artylerii | płk Siegfried Thomaschki |